# TextEdit
TextEdit er et standard open-source teksteditorprogram først udviklet til NEXTSTEP og OPENSTEP – og sidenhen distribueret af Apple Inc. med Mac OS X.